# Abonde (saint)
Pour les articles homonymes, voir Abonde.
Ne doit pas être confondu avec Abundius de Côme.
Abonde ou encore Abundius en latin est un prêtre catholique mozarabe qui vivait à Ananelos alors royaume Andalou au VIIIe siècle. Il est l'un des 95 martyrs de Cordoue martyrisé en 854 sous le règne de Muhammad Ier (Omeyyade) dans un contexte de grandes tensions entre pouvoir musulman et autorités religieuses chrétiennes. Accusé d'entretenir la résistance et de préparer la rébellion il est, comme d'autres clercs, moines et laïcs, arrêté et jugé. Lors de son procès l'histoire veut qu'il a tenu ferme devant ses juges et qu'il en a profité pour proclamer la supériorité du christianisme sur l'islam entraînant la colère du tribunal qui le condamme à mort. Il est honoré le 11 juillet.